# Liste des ravines de la Réunion
Listes des ravines de l’île de la Réunion:
- Ravine Saint-Gilles.
- Ravine Sèche.
- Ravine du Petit Saint-Pierre.
- Ravine Sainte-Marguerite.
- Ravine Bianca.
- Ravine du Chaudron.
- Ravine Bras Moutons.
- Ravine Bernica.
- Ravine Lamarque.
- Ravine Roche à Jacquot.
- Ravine des Avirons.
- Ravine des Chèvres.